# ۲۷ آبان
۲۷ آبان دویست و چهل و سومین روز سال در گاه‌شماری خورشیدی است. به پایان سال ۱۲۲ روز (۱۲۳ روز در سال کبیسه) باقی‌است.

## رویدادها
- ۱۳۵۶ - رقابت ۲۷ آبان ۱۳۵۶ تیم ملی فوتبال ایران با تیم ملی فوتبال هنگ کنگ در مرحله مقدماتی جام جهانی فوتبال ۱۹۷۸ (آسیا و اقیانوسیه)
- ۱۳۶۶ - آغاز قتل‌های زنجیره‌ای ایران
- ۱۳۸۵ - حادثه سقوط بوئینگ سی‌اچ-۴۷ شینوک هوانیروز ارتش جمهوری اسلامی ایران

## زادروزها
- ۱۳۱۵ - طاهره صفارزاده، شاعر و پژوهشگر
- ۱۳۲۰ - فرامرز قریبیان، بازیگر و کارگردان
- ۱۳۴۵ - جواد خیابانی، گزارشگر فوتبال
- ۱۳۶۹ - مونا احمدی، بازیگر

## درگذشت‌ها
- ۸۷۱ - جامی، شاعر
- ۱۳۶۶ - مظفر بقائی، بنیان‌گذار حزب زحمت‌کشان ملت ایران
- ۱۳۸۰ - سید خلیل عالی‌نژاد، خواننده
- ۱۳۸۵ - عبدالعلی همایون، بازیگر
- ۱۳۹۵ - مرضیه حدیدچی، نخستین فرمانده زن سپاه پاسداران انقلاب اسلامی
- ۱۳۹۶ - رسول مهرپرور، نماینده حوزه انتخابیه درگز در دوره ششم مجلس شورای اسلامی
- ۱۴۰۰ - اردشیر زاهدی، آخرین سفیر ایران در ایالات متحده آمریکا در زمان پادشاهی محمدرضا پهلوی
- ۱۴۰۱ - حمیدرضا روحی، از کشته‌شدگان خیزش ۱۴۰۱ ایران